# Сызранов, Дмитрий Михайлович
Дмитрий Михайлович Сызранов (12 (24) сентября 1900, Кудрино, Астраханская губерния — 16 июля 1974, Ленинград) — советский военачальник, генерал-майор (01.09.1943).

## Биография
Родился в Кудрино Астраханской губернии. Русский.
До службы в армии Сызранов проживал в деревне Кудрино, окончил начальную школу, помогал родителям по хозяйству, занимался рыбным промыслом.

### Гражданская война
В августе 1919 года был мобилизован казачьим разъездом в селе Ганюшкино (сев. побережье Каспийского моря) и причислен к тыловой рабочей команде. В ноябре, с наступлением частей Красной армии и отступлением белоказаков, остался в селе Ганюшкино. В боевых действиях против Красной армии не участвовал.
15 ноября 1919 года там же был мобилизован в РККА и зачислен в 1-й Астраханский караульный полк. С декабря 1919 по март 1920 года был прикомандирован к губернскому военкомату по заготовке топлива для города, после возвращения в полк зачислен курсантом в полковую школу. В июле 1920 года командирован на учёбу в Петроградскую интернациональную школу. В марте 1921 года курсантом принимал участие в подавлении Кронштадтского мятежа. С разделением интернациональной школы в июле 1921 года убыл на формирование 1-й Петроградской пехотной школы, здесь он исполнял должность командира отделения.

### Межвоенный период
В сентябре 1923 года окончил пехотную школу и был направлен на стажировку в 56-ю Московскую стрелковую дивизию, стажировался в должности командира отделения в отдельной роте связи. С апреля 1924 года командовал телефонным взводом роты связи 166-го стрелкового полка, с ноября временно исполнял должность командира стрелковой роты этого полка. В августе 1926 года убыл в 127-й стрелковый полк 43-й стрелковой дивизии, дислоцировавшийся в городах Невель и Себеж. В этом полку проходил службу командиром стрелковой и хозяйственной рот, командиром стрелкового и учебного батальонов. В период с февраля по апрель 1930 года временно исполнял должность военного комиссара Себежского военкомата.
С мая по сентябрь 1932 года проходил переподготовку на Ленинградских бронетанковых курсах усовершенствования и переподготовки комсостава РККА им. А. С. Бубнова, затем был назначен командиром отдельного танкетного батальона при 10-м стрелковом полку 4-й стрелковой дивизии БВО в городе Слуцк. В ноябре 1936 года переведен в СКВО на должность командира батальона 92-го стрелкового полка 31-й стрелковой дивизии. С февраля 1939 года командовал батальоном в 869-м стрелковом полку 118-й стрелковой дивизии, с ноября был помощником командира полка по строевой части. 5 января 1940 года майор Сызранов назначен командиром батальона курсантов 2-го	Орджоникидзевского пехотного училища, с декабря 1940 года занимал должность руководителя тактики этого училища.

### Великая Отечественная война
В начале Великой Отечественной войны в той же должности. В октябре 1941 года назначен начальником оперативного отдела штаба 56-й отдельной армии, сформированной на базе войск СКВО. С 22 ноября армия вошла в состав Южного фронта и выполняла задачу по обороне города Ростов-на-Дону. С 28 ноября исполнял должность начальника района станции снабжения города Сальск Южного фронта. Приказом по 56-й армии от 16.12.1941 был назначен начальником штаба 2-й оперативной группы войск армии. Член ВКП(б) с 1941 года.
С февраля 1942 года исполнял должность начальника штаба оперативной группы 37-й армии Южного фронта, войска которой вели бои под Лисичанском. С мая был начальником оперативного отдела штаба оперативной группы генерал-майора А. А. Гречкина. В июне 1942 года назначен начальником отдела боевой подготовки штаба 24-й армии, сформированной на базе этой оперативной группы Южного фронта. С середины июля её войска вели бои с частями 40-го и 3-го	танковых корпусов противника, под ударами его превосходящих сил отходили на юг к Каменску на рубеж реки Северский Донец и далее к Новочеркасску. В конце июля армия сосредоточилась в районе Сальск, Новый Егорлык и включена в состав Северо-Кавказского фронта. В августе она была расформирована, её войска переданы 12-й и 37-й армиям, а управление передислоцировано в город Грозный и в сентябре переформировано в управление 58-й армии. В конце ноября основные силы армии были перегруппированы на реке Терек в район Малгобека и вступили в оборонительные бои на рубеже Моздок, Верхний Курп.
9 декабря 1942 года Приказом по войскам Северной группы войск Закавказского фронта полковник Сызранов был назначен командиром 402-й стрелковой дивизии 44-й армии, находившейся на переформировании после тяжелых боев на моздокском направлении. С 20 декабря вступил в командование 416-й стрелковой дивизией (в неё были влиты остатки 402-й стрелковой дивизии). До начала января 1943 года части дивизии вели наступательные бои в составе той же 44-й армии. К 3 января 1943 года они овладели Каировскими высотами и нас. пунктом Графское, после чего дивизия была выведена во второй эшелон армии.
С февраля 1943 года дивизия в составе той же армии Северо-Кавказского (с 24 января), затем Южного (с 6 февраля) фронтов участвовала в Ростовской наступательной операции. Преодолевая упорное сопротивление немцев, её части достигли окраины нас. пункта Самбек, после чего перешли к обороне по восточному берегу реки Самбек в 2 км западнее Екатериновка. В августе 1943 года части дивизии в составе 2-й гвардейской армии Южного фронта (с 26 августа) отличились в Донбасской наступательной операции, в разгроме таганрогской группировки противника. За успешное выполнение заданий командования в боях по освобождению города Таганрог дивизии было присвоено наименование «Таганрогская» (30.8.1943).
С 31 августа 1943 года дивизия вошла в подчинение 28-й армии и вела наступление в общем направлении на город Мелитополь. 12 сентября при преследовании противника в 100 км севернее Мариуполя генерал-майор Сызранов был контужен (подорвался на машине противотанковой миной). В октябре, в ходе Мелитопольской операции, дивизия под его командованием в составе уже 51-й армии 4-го Украинского фронта (с 11 октября) принимала участие в освобождении города Мелитополь, за что была награждена орденом Красного Знамени (23.10.1943).
С 8 ноября 1943 года дивизия вела наступательные и оборонительные бои в составе 3-й гвардейской армии. С 31 января 1944 года дивизия вошла в подчинение 5-й ударной армии и в её составе воевала до конца войны на 4-м и 3-м (с 27 февраля) Украинских, а с 31 октября — 1-м Белорусском фронтах. Её части участвовали в захвате и удержании плацдармов на реках Днепр и Днестр, в марте — апреле 1944 года — в Березнеговато-Снигиревской и Одесской наступательных операциях, в освобождении городов Николаев и Одесса. За образцовое выполнение заданий командования в боях при освобождении города Одесса она была награждена орденом Суворова 2-й ст. (20.4.1944).
В августе 1944 года, в ходе Ясско-Кишиневской наступательной операции, дивизия отличилась при овладении городом Кишинёв.
На заключительном этапе войны в 1945 года её части принимали участие в Висло-Одерской, Варшавско-Познанской и Берлинской наступательных операциях. В ходе их были освобождены польские города Бялобжеги, Кюстрин, форсированы реки Пилица, Варта и Одер.
Утром 21 апреля 1945 года 416-я стрелковая дивизия под командованием генерала Сызранова одной из первых ворвалась в окраины Берлина В тот же день дивизия штурмует город Штраусберг. 27 апреля дивизия вышла на западную окраину столицы Германии, форсировала реку Шпрее и в упорном бою завладела мостом на западном берегу реки. 30 апреля штурмовые отряды дивизии прорвались к Шлоссплацу — площади перед дворцом кайзера Вильгельма. 1 мая части 1373-го и 1374-го полков дивизии штурмуют опорный пункт противника — дворец кайзера Вильгельма. Ночью с 1-го на 2-е мая бойцы дивизии овладели зданием комической оперы и, продолжая наступление в сторону Бранденбургских ворот, с тыла штурмовали Рейхсбанк и после нескольких часов боя полностью овладели имперским банком. Бойцы 1373-го полка, наступая в сторону Бранденбургских ворот, занимают бывшее здание советского посольства в Берлине. Начальник политотдела 416-й дивизии полковник Рашид Меджидов водрузил Красное знамя над зданием. Совместно с другими частями, 416-я дивизия занимает Берлинский университет и здание Министерства внутренних дел. Ранним утром 2 мая бойцы 1373-го полка вышли на Маризенплац.
Бойцы дивизии водрузили знамя победы над Бранденбургскими воротами.
За умелое руководство дивизией, мужество и героизм в боях за Берлин, командир 32-го гвардейского стрелкового корпуса гвардии генерал-лейтенант Д. С. Жеребин представил Сызранова к званию Героя Советского Союза. Однако, командующий 5-й ударной армией генерал-полковник Н. Э. Берзарин и член Военного Совета армии генерал-лейтенант Ф. Е. Боков своим решением понизили статус награды до ордена Ленина.
За время войны комдив Сызранов был пять раз упомянут в благодарственных приказах Верховного Главнокомандующего.

### Послевоенный период
После войны генерал-майор Сызранов продолжал командовать этой дивизией в ГСОВГ (в ноябре переформирована в 18-ю механизированную Таганрогскую Краснознаменную ордена Суворова 2-й ст. дивизию). С апреля 1946 по март 1947 года находился на учёбе на ВАК при Высшей военной академии им. К. Е. Ворошилова, после окончания назначен командиром 31-й гвардейской механизированной Бранденбургской ордена Ленина Краснознаменной ордена Суворова дивизии 4-й армии ЗакВО. С апреля 1951 года исполнял должность заместителя командира 30-го гвардейского стрелкового корпуса ЛВО. 11 февраля 1956 г. уволен в отставку по болезни. После выхода на пенсию Сызранов жил в Ленинграде, вел активную общественную работу.

## Награды
СССР
- три ордена Ленина (21.02.1945[10], 06.04.1945, 31.05.1945)
- три ордена Красного Знамени (18.09.1943, 03.11.1944[10], 1949[10])
- орден Кутузова II степени (13.09.1944)
- орден Отечественной войны I степени (29.02.1944)
- орден Отечественной войны II степени (20.03.1944)
- орден Красной Звезды (02.02.1943)
- Медали в том числе:
  - «За оборону Кавказа» (1944)
  - «За Победу над Германией в Великой Отечественной войне 1941—1945 гг.» (1945)
  - «За взятие Берлина» (1945)
  - «За освобождение Варшавы» (1945)

Приказы (благодарности) Верховного Главнокомандующего в которых отмечен Д. М. Сызранов.
- За разгром Таганрогской группировки немцев и овладение городом Таганрог. 30 августа 1943 года. № 5.
- За овладение городом и железнодорожной станцией Мелитополь — важнейшим стратегическим узлом обороны немцев на южном направлении, запирающим подступы к Крыму и нижнему течению Днепра. 23 октября 1943 года. № 34.
- За овладение штурмом столицей Молдавской ССР городом Кишинев — важным узлом коммуникаций и мощным опорным пунктом обороны противника. 24 августа 1944 года. № 173.
- За овладение штурмом городом и крепостью Кистжинь (Кюстрин) — важным узлом путей сообщения и мощным опорным пунктом обороны немцев на реке Одер, прикрывающим подступы к Берлину. 12 марта 1945 года. № 300.
- За полное овладение столицей Германии городом Берлин — центром немецкого империализма и очага немецкой агрессии. 2 мая 1945 года. № 359.

Иностранных государств
- Крест «За выдающиеся заслуги» (США, июль 1943)[11].
- Орден «Крест Грюнвальда» (ПНР, 1945)[12].

## Память
В 1978 году в Таганроге именем Д. М. Сызранова названа одна из улиц Западного жилого массива.